# Joe Yellow
Joe Yellow, conosciuto anche come Bandanna e Bob Salton, pseudonimo di Domenico Ricchini (1958), è un cantante e produttore discografico italiano.

## Biografia
Originario della Vallecamonica, nel 1974 costituisce il suo primo gruppo rock, al quale si aggiungerà poi una seconda formazione di matrice più propriamente Disco music; pubblica il suo primo singolo nel 1979 con lo pseudonimo di Delanuà per l'etichetta Discomagic Records, mentre tra il 1980 e il 1982 sfornerà vari pezzi firmandosi alternativamente come Bob Salton e Bandanna.
Nel 1983 assume lo pseudonimo di Joe Yellow e imprime una decisa svolta alla sua carriera: grazie all'amicizia con Severo Lombardoni viene assistito dal duo Roberto Turatti (già nei Decibel) & Michele (Miki) Chieregato per la preparazione del singolo Lover to Lover, col quale riuscirà a scalare le classifiche dance e a ottenere numerosi passaggi radiofonici sia in Italia che all'estero (particolarmente nel Nord Europa).
Nei tre anni successivi altre sue hit si imporranno sulla scena dance del periodo, in particolare Take my Heart (1984), I'm your lover (1986) e Love at first (1986), facendone così uno tra i protagonisti di punta dell'italo disco insieme a cantanti quali Den Harrow, Sabrina Salerno, Valerie Dore e molti altri consimili.
Nel 1984 si esibisce su Raiuno nella trasmissione Discoring.
La sua carriera proseguirà per tutto il resto del decennio e parzialmente anche in quello successivo, ma la crisi del genere musicale di riferimento ne provocherà una progressiva uscita dalle scene, non prima, però, di aver realizzato e pubblicato alcuni nuovi pezzi con lo pseudonimo Bandanna.
Nel 2015 viene arrestato per il possesso di due dosi di eroina.

## Discografia parziale

### Album
- 1988 - I'm your lover

### Singoli
- 1983 - Lover To Lover
- 1984 - Take My Heart
- 1985 - Recollection
- 1985 - Love At First
- 1986 - I'm Your Lover
- 1988 - Easy Lovers
- 1988 - Runner
- 1989 - Wild Boy
- 1989 - Synchronization Of Love
- 1991 - Last Call
- 1992 - U.S.A.
- 1996 - Lover To Lover RMX '96